# Le Bocasse
Le Bocasse är en kommun i departementet Seine-Maritime i regionen Normandie i norra Frankrike. Kommunen ligger i kantonen Clères som tillhör arrondissementet Rouen. År 2022 hade Le Bocasse 655 invånare.

## Befolkningsutveckling
Antalet invånare i kommunen Le Bocasse
| Referens: INSEE |